# 君の弱さ/10 years
「君の弱さ/10 years」（きみのよわさ / テン イヤーズ）は、渡辺美里の楽曲で、1988年10月21日にEPIC/SONY RECORDS (現・エピックレコードジャパン) より発売された12枚目のシングル。

## 概要
「君の弱さ」はTBS系テレビ『世界・ふしぎ発見!』テーマソング。長らくアルバム未収録であったが、『25th Anniversary Misato Watanabe Complete Single Collection〜Song is Beautiful〜』 (2010年)　にて初収録となった。
「10 years」は、UCC上島珈琲缶コーヒーキャンペーンCMソングとしてオンエアされた。アルバム『ribbon』 からのシングルカットで、大江千里が作曲し、渡辺が作詞を手がけた曲。ファン投票で1位になるなど人気の高い曲で「My Revolution」 とともに彼女の代表曲の一つとなっている。

## 収録曲
全作詞：渡辺美里
1. 君の弱さ
作曲・編曲：佐橋佳幸、ホーンアレンジ：Greg Adams
2. 10 years
作曲：大江千里、編曲：有賀啓雄